# Arbestal
Arbestal (früher Arbesthal) ist ein Ort in der Marktgemeinde Puchberg am Schneeberg in Niederösterreich.

## Geografie
Die Rotte Arbestal ist ein Ortsteil von Rohrbach im Graben und befindet sich südlich von Puchberg in einem Seitental des Rohrbaches. Von Puchberg gelangt man zu Fuß über die Gratzenhöhe nach Arbestal oder mit dem Auto über das Sierningtal.

## Geschichte
Laut Adressbuch von Österreich waren im Jahr 1938 in Arbestal zwei Landwirte mit Ab-Hof-Verkauf ansässig.